# Reichstagswahlkreis Königreich Sachsen 17

Die Wahlkreisaufteilung des Deutschen Reichs.

Der Reichstagswahlkreis Königreich Sachsen 17 (in der reichsweiten Durchnummerierung auch Reichstagswahlkreis 301; auch Reichstagswahlkreis Meerane-Glauchau genannt) war der dreizehnte Reichstagswahlkreis für das Königreich Sachsen für die Reichstagswahlen im Deutschen Reich und im Norddeutschen Bund von 1867 bis 1918.

## Wahlkreiszuschnitt
Der Wahlkreis umfasste die Amtshauptmannschaft Glauchau ohne die Gemeinden Waldsachsen bei Crimmitschau, Niederschindmaas bei Zwickau, Heinrichsort und Mülsen St. Niclas; Gemeinde Braunsdorf bei Waldenburg mit Gutsbezirk der Amtshauptmannschaft Chemnitz; Gemeinden Oberrothenbach, Jüdenhain und Neudorfel bei Ortmannsdorf der Amtshauptmannschaft Zwickau.
Dies entsprach ursprünglich den Gerichtsamtsbezirken Waldenburg, Remse, Meerane, Glauchau, Hohenstein-Ernstthal und Lichtenstein.
Der Wahlkreis war eine Parteihochburg der SPD.
| Jahr | Einwohner |
| ---- | --------- |
| 1890 | 133.386   |
| 1895 | 140.064   |
| 1900 | 145.848   |
| 1905 | 147.582   |
| 1910 | 152.260   |

|      | Landwirtschaft | Industrie und Gewerbe | Handel und Dienstleistungen |
| ---- | -------------- | --------------------- | --------------------------- |
| 1895 | 15,0           | 71,6                  | 13,4                        |
| 1907 | 10,9           | 75,0                  | 14,1                        |

|      | Evangelisch | Katholisch |
| ---- | ----------- | ---------- |
| 1890 | 98,2        | 1,5        |
| 1905 | 97,9        | 1,7        |
| 1910 | 97,6        | 1,9        |

## Abgeordnete
| Wahl                                 | Abgeordneter               | Partei       | Bild |
| ------------------------------------ | -------------------------- | ------------ | ---- |
| Reichstagswahl Februar 1867 bis 1877 | August Bebel               | SVP/SDAP/SAP |      |
| Reichstagswahl 1877 bis 1879         | Wilhelm Bracke             | SAP          |      |
| Ersatzwahl 1880 bis 1881             | Ignaz Auer                 | SAP          |      |
| Reichstagswahl 1881 bis 1884         | Friedrich Ludwig Leuschner | NLP          | 0    |
| Reichstagswahl 1884 bis 1887         | Ignaz Auer                 | SAP          |      |
| Reichstagswahl 1887 bis 1889         | Friedrich Ludwig Leuschner | NLP          | 0    |
| Reichstagswahl 1890 bis 1907         | Ignaz Auer                 | SAP/SPD      |      |
| Ergänzungswahl 1907 bis 1918         | Hermann Molkenbuhr         | SPD          |      |

## Wahlen

### 1867 (Februar)
Es fanden zwei Wahlgänge statt. Die Zahl der abgegebenen Stimmen betrug in der Stichwahl 12.203. Das Ergebnis der Stichwahl war:
| Kandidat     | Partei | Stimmen | in % | Anmerkungen |
| ------------ | ------ | ------- | ---- | ----------- |
| August Bebel | bkF    | 7922    | 0    | 0           |
| Stauss       | 0      | 4281    | 0    | 0           |

### 1867 (August)
Es fand ein Wahlgang statt. Die Zahl der abgegebenen Stimmen betrug 7993. Das Ergebnis der Stichwahl war:
| Kandidat     | Partei | Stimmen | in % | Anmerkungen |
| ------------ | ------ | ------- | ---- | ----------- |
| August Bebel | bkF    | 5256    | 0    | 0           |

### 1871
Es fand ein Wahlgang statt. 22.847 Männer waren wahlberechtigt. Die Zahl der gültigen Stimmen betrug 12.042, 91 Stimmen waren ungültig. Die Wahlbeteiligung betrug 53,1 %.
| Kandidat                  | Partei   | Stimmen | in % | Anmerkungen |
| ------------------------- | -------- | ------- | ---- | ----------- |
| August Bebel              | S (Eis)  | 7344    | 0    | 0           |
| Hermann Schulze-Delitzsch | F        | 4679    | 0    | 0           |
| 0                         | Sonstige | 19      | 0    | 0           |

### Nachwahl 1873
Im Leipziger Hochverratsprozess wurde das Mandat von Bebel im Juli 1872 für ungültig erklärt und Bebel zu einer Haftstrafe verurteilt. Entsprechend fand eine Nachwahl am 20. Januar 1873 statt. Es fand ein Wahlgang statt. Die Zahl der gültigen Stimmen betrug 14.710.
| Kandidat       | Partei   | Stimmen | in % | Anmerkungen |
| -------------- | -------- | ------- | ---- | ----------- |
| August Bebel   | S (Eis)  | 10.470  | 0    | 0           |
| Ernst Petzoldt | Lib      | 4240    | 0    | 0           |
| 0              | Sonstige | 19      | 0    | 0           |

### 1874
Es fand ein Wahlgang statt. 25.023 Männer waren wahlberechtigt. Die Zahl der gültigen Stimmen betrug 9620, 58 Stimmen waren ungültig. Die Wahlbeteiligung betrug 38,7 %.
| Kandidat     | Partei   | Stimmen | in % | Anmerkungen       |
| ------------ | -------- | ------- | ---- | ----------------- |
| August Bebel | S (Eis)  | 7777    | 0    | 0                 |
| Hennings     | NLP      | 1581    | 0    | Kaufmann, Meerane |
| 0            | Sonstige | 262     | 0    | 0                 |

### 1877
Es fand ein Wahlgang statt. 23.872 Männer waren wahlberechtigt. Die Zahl der gültigen Stimmen betrug 17214, 103 Stimmen waren ungültig. Die Wahlbeteiligung betrug 66,9 %.
| Kandidat     | Partei   | Stimmen | in % | Anmerkungen    |
| ------------ | -------- | ------- | ---- | -------------- |
| August Bebel | S        | 11.041  | 0    | 0              |
| Fritz Beck   | NLP      | 6130    | 0    | aus Hohenstein |
| 0            | Sonstige | 43      | 0    | 0              |

### Nachwahl 1877
August Bebel nahm das Mandat nicht an, da er auch im Reichstagswahlkreis Königreich Sachsen 5 gewählt worden war. Daher kam es zur Nachwahl. Es fand ein Wahlgang statt. Die Zahl der gültigen Stimmen betrug 19.752, 100 Stimmen waren ungültig. Die Wahlbeteiligung betrug 76,7 %.
| Kandidat       | Partei   | Stimmen | in % | Anmerkungen |
| -------------- | -------- | ------- | ---- | ----------- |
| Wilhelm Bracke | S        | 10.761  | 0    | 0           |
| Karl Birnbaum  | NLP      | 3963    | 0    | 0           |
| 0              | Sonstige | 28      | 0    | 0           |

### 1878
Es fand ein Wahlgang statt. 26.673 Männer waren wahlberechtigt. Die Zahl der gültigen Stimmen betrug 20.249, 151 Stimmen waren ungültig. Die Wahlbeteiligung betrug 76,5 %.
| Kandidat       | Partei   | Stimmen | in % | Anmerkungen |
| -------------- | -------- | ------- | ---- | ----------- |
| Wilhelm Bracke | S        | 11.579  | 0    | 0           |
| Karl Birnbaum  | NLP      | 8650    | 0    | 0           |
| 0              | Sonstige | 20      | 0    | 0           |

### Nachwahl 1880
Bracke legte das Mandat aus Krankheitsgründen am 30. Dezember 1879 nieder. Daher kam es zur Nachwahl am 2. März 1860. Es fand ein Wahlgang statt. Die Zahl der gültigen Stimmen betrug 19.752, 100 Stimmen waren ungültig. Die Wahlbeteiligung betrug 76,7 %.
| Kandidat   | Partei   | Stimmen | in % | Anmerkungen |
| ---------- | -------- | ------- | ---- | ----------- |
| Ignaz Auer | S        | 8225    | 0    | 0           |
| Gelpke     | K        | 7256    | 0    | 0           |
| 0          | Sonstige | 103     | 0    | 0           |

### 1881
Es fand ein Wahlgang statt. 25.063 Männer waren wahlberechtigt. Die Zahl der abgegebenen Stimmen betrug 14.080, 106 Stimmen waren ungültig. Die Wahlbeteiligung betrug 56,6 %.
| Kandidat                   | Partei   | Stimmen | in % | Anmerkungen |
| -------------------------- | -------- | ------- | ---- | ----------- |
| Friedrich Ludwig Leuschner | NLP      | 7375    | 0    | 0           |
| Ignaz Auer                 | S        | 6692    | 0    | 0           |
| 0                          | Sonstige | 13      | 0    | 0           |

### 1884
Es fand ein Wahlgang statt. 26.486 Männer waren wahlberechtigt. Die Zahl der abgegebenen Stimmen betrug 18.084, 85 Stimmen waren ungültig. Die Wahlbeteiligung betrug 68,6 %.
| Kandidat   | Partei   | Stimmen | in % | Anmerkungen |
| ---------- | -------- | ------- | ---- | ----------- |
| 0          | NLP      | 8560    | 0    | 0           |
| Ignaz Auer | S        | 9513    | 0    | 0           |
| 0          | Sonstige | 11      | 0    | 0           |

### 1887
Die Kartellparteien NLP und Konservative einigten sich auf Leuschner als gemeinsamen Kandidaten. Es fand ein Wahlgang statt. 27.767 Männer waren wahlberechtigt. Die Zahl der abgegebenen Stimmen betrug 23.487, 154 Stimmen waren ungültig. Die Wahlbeteiligung betrug 85,1 %.
| Kandidat                   | Partei   | Stimmen | in % | Anmerkungen |
| -------------------------- | -------- | ------- | ---- | ----------- |
| Friedrich Ludwig Leuschner | NLP      | 13.578  | 0    | 0           |
| 0                          | S        | 9886    | 0    | 0           |
| 0                          | Sonstige | 23      | 0    | 0           |

Leuschner verstarb am 20. Dezember 1889. Eine Ersatzwahl fand nicht mehr statt.

### 1890
Die Kartellparteien NLP und Konservative einigten sich auf Winkler als gemeinsamen Kandidaten. Es fand ein Wahlgang statt. 29.357 Männer waren wahlberechtigt. Die Zahl der abgegebenen Stimmen betrug 25.472, 112 Stimmen waren ungültig. Die Wahlbeteiligung betrug 86,8 %.
| Kandidat       | Partei   | Stimmen | in % | Anmerkungen        |
| -------------- | -------- | ------- | ---- | ------------------ |
| Robert Winkler | NLP      | 10.063  | 39,7 | Kaufmann, Glauchau |
| Ignaz Auer     | SPD      | 15.266  | 60,2 | 0                  |
| 0              | Sonstige | 0,1     | 0    |                    |

### 1893
Die Kartellparteien NLP und Konservative einigten sich mit dem DS auf Schubert als gemeinsamen Kandidaten. Schubert gehörte eigentlich zu den Antisemiten (er kandidierte auch im Wahlkreis 293 für den DS), versprach aber, sich bei seiner Wahl hier der Fraktion der NLP anzuschließen. Es fand ein Wahlgang statt. 29.806 Männer waren wahlberechtigt. Die Zahl der abgegebenen Stimmen betrug 23.532, 99 Stimmen waren ungültig. Die Wahlbeteiligung betrug 79,0 %.
| Kandidat     | Partei   | Stimmen | in % | Anmerkungen              |
| ------------ | -------- | ------- | ---- | ------------------------ |
| Max Schubert | NLP      | 8184    | 34,9 | Fabrikant, Kaufmann, MdL |
| Ignaz Auer   | SPD      | 15.234  | 65,0 | 0                        |
| 0            | Sonstige | 0,1     | 0    |                          |

### 1898
Konservative, NLP, BdL und DSR einigten sich auch den nationalliberalen Pöge. Es fand ein Wahlgang statt. 31.824 Männer waren wahlberechtigt. Die Zahl der abgegebenen Stimmen betrug 22.249, 98 Stimmen waren ungültig. Die Wahlbeteiligung betrug 69,9 %.
| Kandidat   | Partei   | Stimmen | in % | Anmerkungen         |
| ---------- | -------- | ------- | ---- | ------------------- |
| Max Pöge   | NLP      | 8690    | 39,2 | Fabrikant, Glauchau |
| Ignaz Auer | SPD      | 13.437  | 60,7 | 0                   |
| 0          | Sonstige | 0,1     | 0    |                     |

### 1903
Auch wenn die NLP gemäß dem sächsischen Kartellvertrag das Vorschlagsrecht hatte, einigte man sich auf den konservativen Rumpelt. Es fand ein Wahlgang statt. 32.819 Männer waren wahlberechtigt. Die Zahl der abgegebenen Stimmen betrug 26.047, 255 Stimmen waren ungültig. Die Wahlbeteiligung betrug 79,4 %.
| Kandidat       | Partei   | Stimmen | in % | Anmerkungen |
| -------------- | -------- | ------- | ---- | ----------- |
| Anselm Rumpelt | K        | 7392    | 28,7 | 0           |
| Ignaz Auer     | SPD      | 18.349  | 71,1 | 0           |
| Felix Porsch   | Zentrum  | 30      | 0,1  | 0           |
| 0              | Sonstige | 0,1     | 0    |             |

### 1907
Alle bürgerlichen Parteien unterstützten Clauß. Es fand ein Wahlgang statt. 33.324 Männer waren wahlberechtigt. Die Zahl der abgegebenen Stimmen betrug 30.310, 126 Stimmen waren ungültig. Die Wahlbeteiligung betrug 91,0 %.
| Kandidat           | Partei   | Stimmen | in % | Anmerkungen                    |
| ------------------ | -------- | ------- | ---- | ------------------------------ |
| Felix Clauß        | NLP      | 13.454  | 44,6 | Dr., Schriftsteller, Loschwitz |
| Ignaz Auer         | SPD      | 16.675  | 55,2 | 0                              |
| Matthias Erzberger | Zentrum  | 50      | 0,2  | 0                              |
| 0                  | Sonstige | 0,0     | 0    |                                |

### Ergänzungswahl 1907
Alle bürgerlichen Parteien unterstützten Clauß. Da Ignaz Auer drei Monate nach der Reichstagswahl verstarb, kam es zu einer Ersatzwahl am 26. Juli 1907. Es fand ein Wahlgang statt. Die Zahl der abgegebenen Stimmen betrug 29.900, 114 Stimmen waren ungültig. Die Wahlbeteiligung betrug 89,7 %.
| Kandidat           | Partei   | Stimmen | in % | Anmerkungen |
| ------------------ | -------- | ------- | ---- | ----------- |
| Felix Clauß        | NLP      | 12.710  | 42,7 | 0           |
| Hermann Molkenbuhr | SPD      | 17.074  | 57,3 | 0           |
| 0                  | Sonstige | 0,0     | 0    |             |

### 1912
Die NLP unterstützte den konservativen Kandidaten wegen des „radikalen Tons“ des Linksliberalen. Es fand ein Wahlgang statt. 34.720 Männer waren wahlberechtigt. Die Zahl der abgegebenen Stimmen betrug 30.459, 166 Stimmen waren ungültig. Die Wahlbeteiligung betrug 87,7 %.
| Kandidat              | Partei   | Stimmen | in % | Anmerkungen                      |
| --------------------- | -------- | ------- | ---- | -------------------------------- |
| Paul M. Gotthold Ende | FoVP     | 7818    | 25,8 | Pastor, Lichtenstein             |
| Laue                  | K        | 3198    | 42,7 | Dr., Amtsgerichtsrat, Waldenburg |
| Hermann Molkenbuhr    | SPD      | 19.270  | 63,6 | 0                                |
| 0                     | Sonstige | 0,0     | 0    |                                  |